# Imanol Pradales
Imanol Pradales Gil (Santurce, Vizcaya, 21 de abril de 1975) es un sociólogo, profesor universitario y político español del Partido Nacionalista Vasco, lendakari del Gobierno vasco desde 2024.
Fue director de la agencia pública de captación de talento Bizkaia Talent, adscrita al departamento de promoción económica de la Diputación Foral de Vizcaya entre 2007 y 2011. Después ostentó el cargo de diputado foral de Promoción Económica (2011-2015), de Desarrollo Económico (2015-2019) y de Infraestructuras y Desarrollo Territorial (2019-2023 y 2023-2027).
Entre los logros dentro de su etapa en la Diputación Foral de Vizcaya destacan la puesta en marcha de la agencia Bizkaia Talent en 2007 o la creación de la Red Talentia en 2013.

## Biografía

### Primeros años y educación
Es hijo de Manuel Pradales Bascones y Rosa Gil Gutiérrez, con orígenes familiares en el resto de España y no vascófonos. Pradales nació y creció en el barrio de Mamariga de Santurce (Vizcaya). Es el mayor de cuatro hermanos.
Estudió en el colegio Asti Leku Ikastola de Portugalete, un centro privado-concertado, donde cursó la educación secundaria y el bachillerato. Allí tuvo como profesor a Iñigo Urkullu, que fue su maestro de Ciencias Naturales y Lengua, y fue Urkullu quien le animó a dar el salto a la política y a quien Pradales considera un referente a seguir.
En el colegio Asti Leku Ikastola, coincidió con Iván Jiménez Aira, director de Bizkaia Talent, y también con el escritor Mikel Santiago, junto con los que estudió.

### Etapa universitaria
Se licenció en Sociología y Ciencias Políticas en la Universidad de Deusto (1993-1997). Después se trasladó a Madrid durante un año, donde estudió y obtuvo un máster en gestión de conocimiento en la Universidad Politécnica de Madrid (1998-1999). De vuelta en Bilbao, entre 2000 y 2004 realizó sus estudios de doctorado en la Universidad de Deusto, obteniendo el doctorado en Sociología y Ciencias Políticas en 2004. Además, también cursó un programa en gestión avanzada de educación ejecutiva (advanced management in executive education) en el IE Business School de Madrid en 2010.
Es profesor universitario en las Facultades de Humanidades y Ciencias Políticas y Sociología en la Universidad de Deusto hasta el año 2006 (ahora en excedencia). Después trabajó como asesor para la Diputación Foral de Vizcaya hasta el año 2007.
Está casado con Laura Sáez. Juntos tienen una hija.

## Trayectoria política

### Diputación Foral de Vizcaya
Entre 2007 y 2011, Pradales fue director-gerente de Bizkaia Talent, una agencia pública de captación de talento, adscrita al departamento de promoción económica de la Diputación Foral de Vizcaya.
En 2011 fue nombrado diputado foral de Promoción Económica de la Diputación Foral de Vizcaya por José Luis Bilbao durante la legislatura 2011-2015.
En 2015 fue nombrado diputado foral de Desarrollo Económico y Territorio por Unai Rementeria durante la legislatura 2015-2019. Al poco tiempo de su nombramiento, la declaración de bienes que Pradales entregó a la Diputación mostraba que poseía acciones de la constructora Sacyr, que había comprado en agosto de ese mismo año. Pradales reconoció que la adquisición de acciones de Sacyr no fue la decisión «más acertada», dado que en ese momento ya ostentaba el cargo de diputado de Desarrollo Económico y Territorial, y pese a que la compra de las acciones cumplía los principios de ética y legalidad, decidió venderlas para no dañar la imagen de la Diputación.
En 2019 fue nombrado diputado foral de Infraestructuras y Desarrollo Territorial por Unai Rementeria durante la legislatura 2019-2023. 
En 2023 fue nombrado diputado foral de Infraestructuras y Desarrollo Territorial por Elixabete Etxanobe durante la legislatura 2023-2027.
Entre los logros de Pradales dentro de su etapa en la Diputación Foral de Vizcaya destacan la creación y puesta en marcha de la agencia Bizkaia Talent en 2007, o la creación de la Red Talentia en 2013, una red interprofesional de talento, así como la ampliación de la Red en 2015. Ambas iniciativas están enmarcadas dentro de la gestión del talento (atracción y retención del talento). Cuando fue creada en 2013, la Red Talentia tenía apenas 500 miembros. En 2019, la red contaba con 1.500 miembros. A 31 de diciembre de 2021, la red tenía 2.100 miembros. Todos ellos profesionales seleccionados por Bizkaia Talent. Curiosamente, entre los integrantes de la Red se encuentra la política Alba García Martín, candidata a lendakari y rival de Pradales en las elecciones vascas de 2024, que fue seleccionada por Bizkaia Talent en su etapa en la universidad.

### Lendakari del Gobierno Vasco
En 2023, Pradales fue propuesto por el Euzkadi Buru Batzar (EBB) para suceder al lendakari Iñigo Urkullu como candidato a lendakari del Gobierno Vasco para las elecciones al Parlamento Vasco de 2024.
En junio de 2024, Pradales conformó su Gobierno (Gobierno Pradales). En el reparto de departamentos de gobierno, asignó la atracción y retención de talento al propio lehendakari, un área en el que Pradales está especializado. También anunció que se iba a crear y desarrollar una Estrategia Vasca de Talento. Además, el lendakari anunció la creación y puesta en marcha de la Agencia Vasca del Talento. Del mismo modo, a finales de 2024, planteó la creación de un "roster" vasco de talento, una red vasca de profesionales altamente cualificados.

## Publicaciones
- Estructura social del empleo en la CAPV: transformación del trabajo y zonas de empleo, Vitoria, Gobierno Vasco-Servicio Central de Publicaciones, 2005.
- "La valoración de intangibles como recurso estratégico para las organizaciones en la sociedad del conocimiento", Mundaiz, 65, 2003, págs. 61-87.
- "Jóvenes desempleados/as y salud mental", Norte de Salud Mental, vol. 3, 10, 2000, págs. 23-28.